# Signoria cittadina
La signoria cittadina rappresenta una forma di dominio che interessa molti comuni urbani dell'Italia centro-settentrionale dalla fine del XIII secolo.

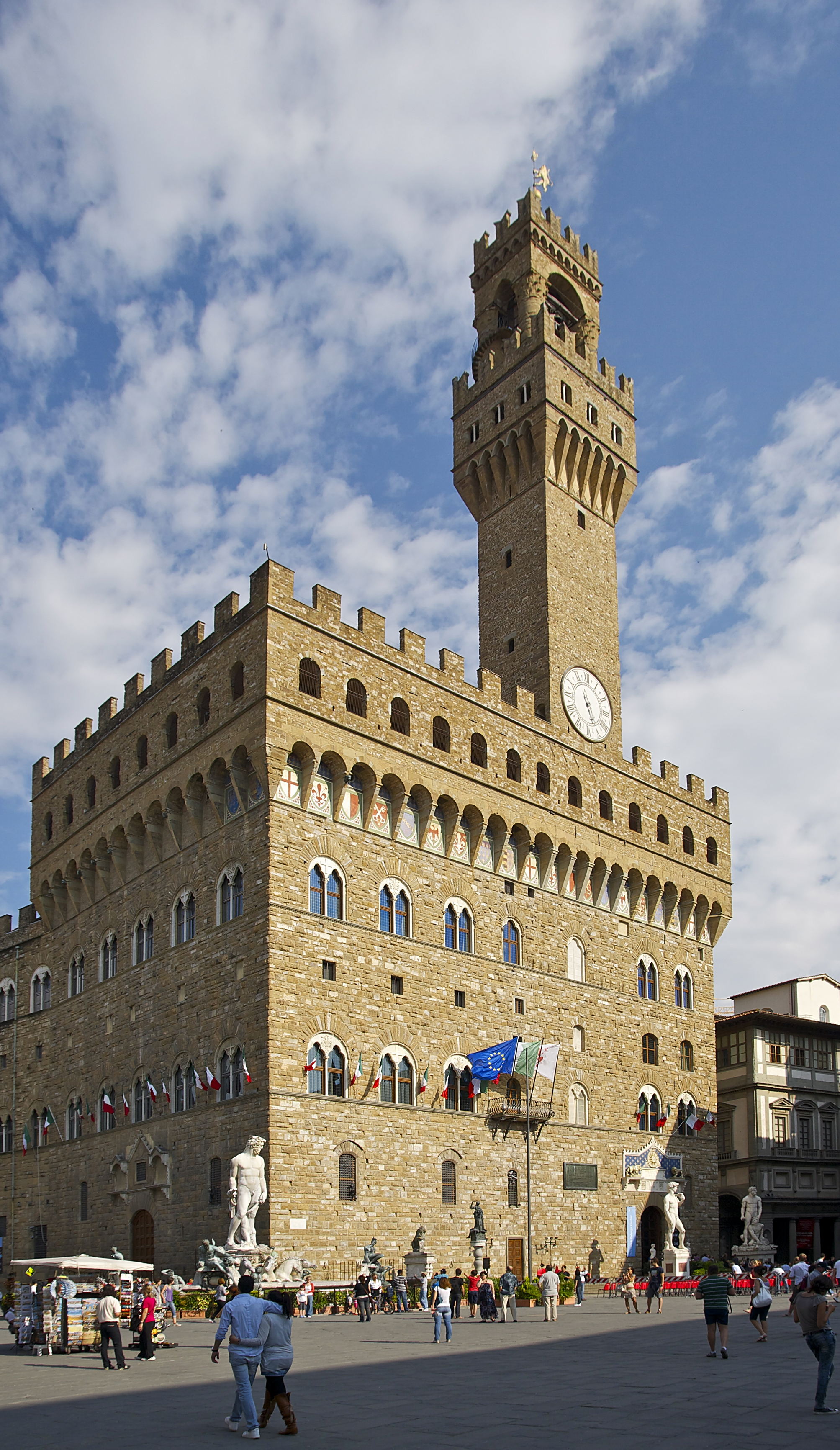
Firenze, Palazzo Vecchio

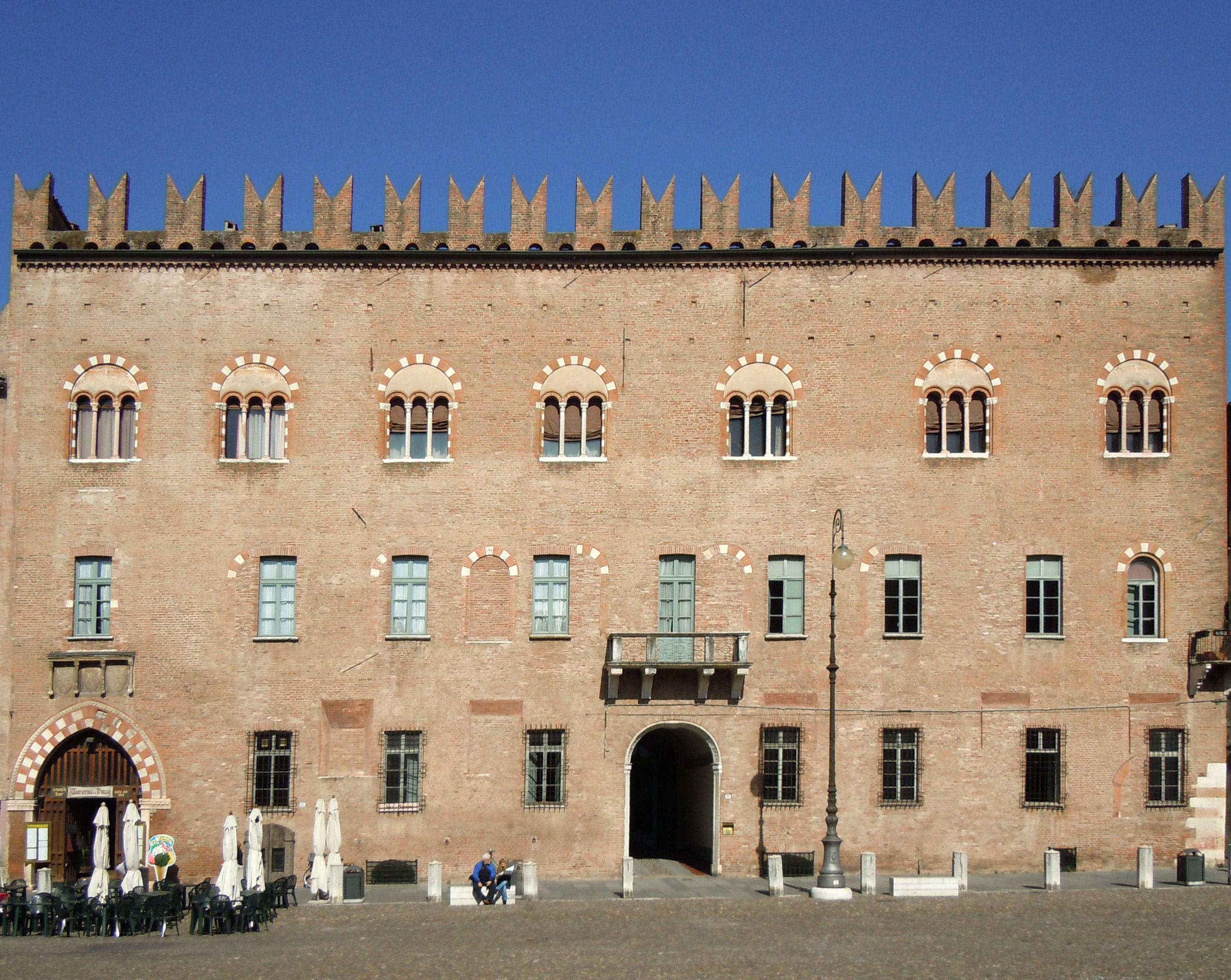
Mantova, Palazzo Bonacolsi

## Descrizione
Essa si sviluppò a partire dall'inizio del dominio cittadino, per lo più attraverso l'attribuzione di cariche podestarili o popolari ai capi delle famiglie, con poteri eccezionali e durata spesso vitalizia. Nelle prime testimonianze di signorie urbane, a partire dalla seconda metà del Duecento, i signori si identificano spesso con i leader del movimento popolare, di cui esibivano titoli che ne esplicitavano la rappresentanza (per esempio, Difensore del Popolo oppure Podestà del Popolo). I primi signori agivano infatti con un forte mandato del popolo, di cui intendevano rappresentare le istanze politiche. Inoltre, in tal modo si rispondeva all'esigenza di un governo stabile e forte che ponesse termine all'endemica instabilità istituzionale ed ai violenti conflitti politici e sociali, soprattutto tra magnati e popolari ed anche tra popolo grasso (ricca borghesia) e popolo minuto (piccoli borghesi), guelfi e ghibellini.
I signori più forti e ricchi riuscirono quindi a ottenere la facoltà di designare il proprio successore, dando così inizio a dinastie signorili. Un importante momento di rafforzamento di tali signorie fu la legittimazione da parte dell'imperatore o di altri poteri sovrani, come il papa, che potevano concedere, spesso dietro forti compensi da parte dei Signori, svariati titoli, come quelli di vicario imperiale, di Duca o di vicario papale. Rimanevano tuttavia funzionanti le istituzioni comunali, sebbene, soprattutto dopo gli anni Trenta del Trecento, spesso si limitassero a ratificare le decisioni del Signore.
Numerose signorie cittadine, soprattutto le più antiche, limitavano il loro potere a singole città, tanto che si possono definire monocittadine: è il caso di Alberto Scotti a Piacenza (1290), Manfredo Beccaria a Pavia (1289), Romeo e Taddeo Pepoli a Bologna nella prima metà del Trecento.
Altre signorie ebbero fin da subito o acquisirono grazie alle conquiste militari una consistenza sovralocale, estendendo la loro autorità su più città e divenendo, a partire dalla fine del Trecento, veri e propri stati regionali. Tra le più importanti signorie sovralocali si possono menzionare quelle dei De' Medici, Gonzaga e Sforza, dei Della Torre, Visconti, Da Montefeltro, Estensi, Bentivoglio, Della Scala e Malatesta, che ebbero, in momenti diversi, notevole importanza.
Alcune signorie nel nord Italia furono realizzate da principi feudali, che riuscirono a includere all'interno della loro dominazione territoriale anche importanti comuni, che per la loro scarsa forza economica e politica non gli si erano contrapposti efficacemente. Furono di questo tipo le signorie dei marchesi di Monferrato, dei conti di Savoia che riuscirono ad imporsi su un territorio tra Piemonte e Savoia, imponendosi rispettivamente su centri come Alessandria, Vercelli e Pavia i primi, Torino, Ivrea, Fossano e Cuneo i secondi. Per breve tempo in Veneto s'impose la signoria feudale di Ezzelino da Romano.

## Storia

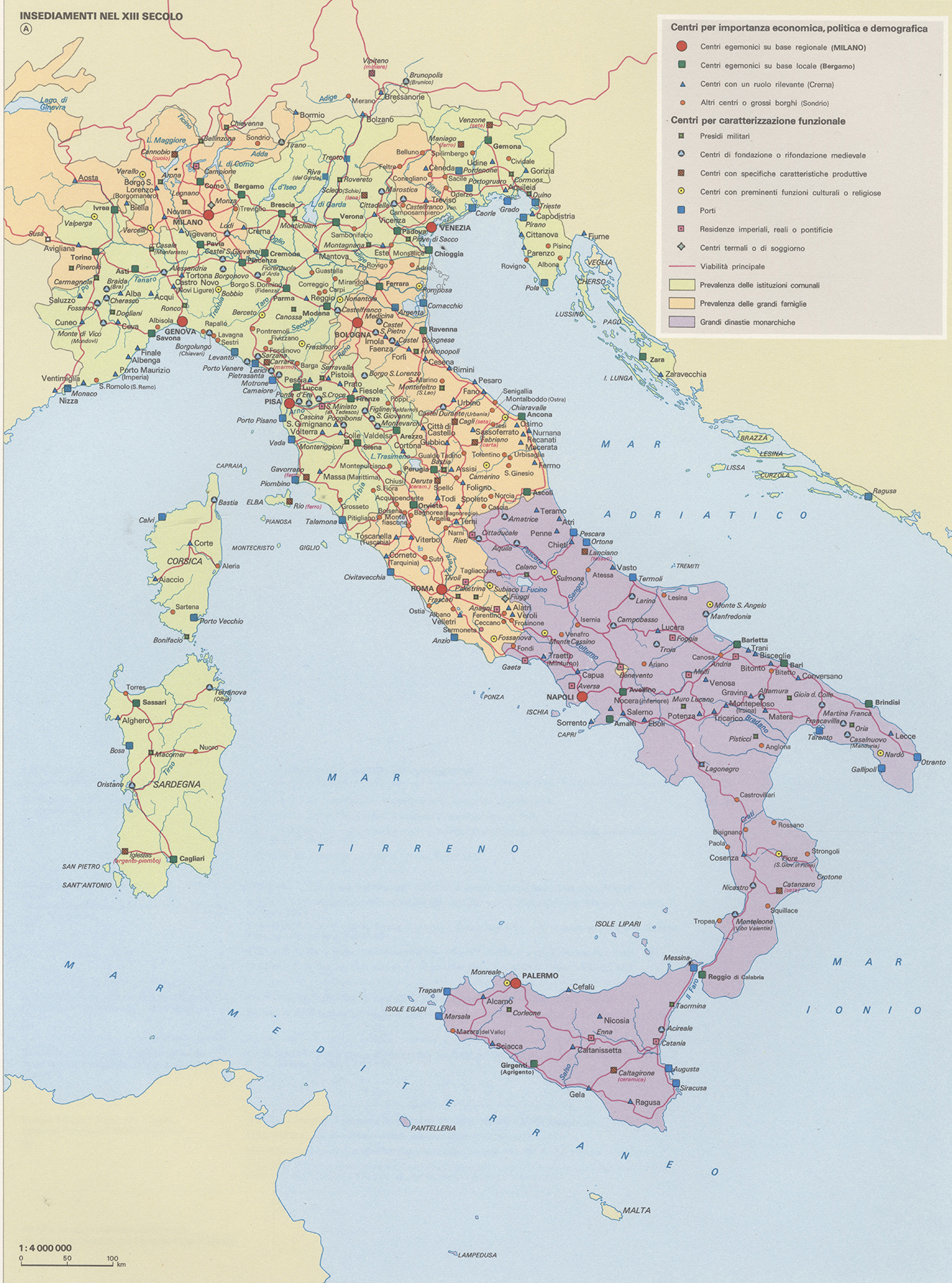
Insediamenti in Italia nel XIII secolo

Inizialmente, numerose Signorie si presentarono come "cripto-Signorie", cioè delle "Signorie nascoste"; infatti, queste non erano delle istituzioni legittime, ma erano appunto "nascoste". Vennero considerate tali poiché si aggiunsero alle istituzioni comunali senza mostrarsi apertamente e senza mostrare cambiata l'istituzione vigente. Con questa Signoria ancora in ombra (ma già forte) salirono al potere molti avventurieri, ma soprattutto famiglie di antica nobiltà cittadina. Queste, dopo aver governato per una o due generazioni, decisero di legittimare il loro potere e di renderlo ereditario. Nel XIV secolo ottennero il titolo di vicario imperiale e tra il XIV e il XV secolo i titoli di duca e marchese. L'assegnazione di questi titoli è indice della stabilizzazione dei poteri signorili. In quel tempo, nell'Italia settentrionale, gli imperatori tedeschi pretendevano la sovranità feudale. Tuttavia, già dalla seconda metà del Trecento, questi non riuscivano a governare le regioni settentrionali. Così si rese possibile l'affermazione delle Signorie.
La Signoria rappresentò un momento fondamentale di transizione verso la formazione dello Stato moderno. Inizia infatti il processo di specializzazione e di accentramento delle varie funzioni del potere: diplomazia, amministrazione burocratica, prelievo fiscale. In Italia l'evoluzione dello Stato signorile portò alla formazione dello Stato regionale (per esempio Milano con la Lombardia, Venezia con il Veneto, Firenze con quasi tutta la Toscana). Tale formazione territoriale determinò la nascita di una pluralità di centri di produzione economica, artistica e culturale ma creò una dannosa frammentazione del territorio italiano esponendolo così alle invasioni straniere. Nessuno Stato regionale italiano riuscì ad avere una forza tale da prevalere nettamente sugli altri.
Alla fine le Signorie si evolsero in Principati con dinastie ereditarie e ciò avvenne, come già detto, quando i Signori, riconoscendo l'imperatore e pagando una quantità di denaro, vennero legittimati e riconosciuti come autorità da sudditi e principi. I Signori tentarono anche di creare degli Stati sovraregionali estendendo il proprio territorio.
Durante il Trecento le borghesie cittadine con complesse manovre economiche, tendono a procurarsi il controllo di territori sempre più vasti attorno alla città per imporre il proprio monopolio economico ed anche allo scopo di eliminare, anche con la forza, le signorie minori. "Dalla piccola signoria, cioè, si passa al principato, che è uno stato regionale in cui i poteri sono saldamente concentrati nelle mani di un principe, il quale, come i monarchi europei, è riuscito a limitare i poteri della vecchia nobiltà e delle gerarchie ecclesiastiche". Il passaggio da un'entità politica limitata a una sola città e al suo contado allo Stato rinascimentale, comprendente un'intera regione, comporta diversi profondi cambiamenti: la creazione di eserciti permanenti, di stabili strutture diplomatiche (che attraverso il controllo dei rapporti fra gli stati gli assicurassero anche piena egemonia sulle forze interne), di una forte burocrazia centrale, di una rete periferica di officiali e funzionari, con un grado crescente di preparazione e di professionalità. Gli assetti sociali, politici ed istituzionali risultano quindi molto più robusti ed assestati rispetto a quelli dell'età comunale medievale.

## Signorie in Italia
Di seguito le Signorie più rilevanti:
In territorio imperiale:
| Città            | Signoria                      |
| ---------------- | ----------------------------- |
| Milano           | Della Torre, Visconti, Sforza |
| Brescia          | Malatesta                     |
| Mantova          | Bonacolsi, Gonzaga            |
| Verona           | Ezzelini, Della Scala         |
| Padova           | Ezzelini, Da Carrara          |
| Treviso          | Ezzelini, Da Camino           |
| Modena           | Estensi                       |
| Sassuolo         | Della Rosa, Pio, Estensi      |
| Carpi            | Pio, Estensi                  |
| Reggio Emilia    | Estensi                       |
| Firenze          | Medici, Albizzi               |
| Siena            | Petrucci                      |
| Volterra         | Belforti                      |
| Parma e Piacenza | Farnese                       |
| Saluzzo          | Del Carretto                  |
| Soragna          | Meli Lupi                     |

In territorio pontificio:
| Città             | Signoria                     |
| ----------------- | ---------------------------- |
| Ferrara           | Estensi                      |
| Ravenna           | Traversari, Da Polenta       |
| Bologna           | Pepoli, Bentivoglio          |
| Rimini            | Malatesta                    |
| Cesena            | Ordelaffi, Malatesta         |
| Forlì             | Ordelaffi                    |
| Faenza            | Manfredi                     |
| Imola             | Alidosi                      |
| Fano              | Malatesta                    |
| Camerino          | Varano                       |
| Urbino            | Da Montefeltro, Della Rovere |
| Foligno           | Trinci                       |
| Gubbio            | Gabrielli                    |
| Perugia           | Baglioni                     |
| Città di Castello | Vitelli                      |

- A Venezia dal 1423 ci si riferiva al governo ducale col nome di Serenissima Signoria.